# Kunihiko Kodaira
Kunihiko Kodaira (小平 邦彦, Kodaira Kunihiko, Tóquio, 16 de março de 1915 — Kofu, 26 de julho de 1997) foi um matemático japonês.

## Carreira
Conhecido por trabalhos fundamentais em geometria algébrica e teoria da variedade complexa, e como fundador de uma escola japonesa de geômetras algébricos. Foi premiado com a Medalha Fields em 1954, sendo a primeira pessoa de origem japonesa a receber a medalha.

## Publicações
- Morrow, James; Kodaira, Kunihiko (2006) [1971], Complex manifolds, ISBN 978-0-8218-4055-9, AMS Chelsea Publishing, Providence, RI, MR 0302937
- Kodaira, Kunihiko (1975),  Baily, Walter L., ed., Kunihiko Kodaira: collected works, ISBN 978-0-691-08158-8, I, Iwanami Shoten, Publishers, Tokyo; Princeton University Press, Princeton, N.J., MR 0366598
- Kodaira, Kunihiko (1975),  Baily, Walter L., ed., Kunihiko Kodaira: collected works, ISBN 978-0-691-08163-2, II, Iwanami Shoten, Publishers, Tokyo; Princeton University Press, Princeton, N.J., MR 0366599
- Kodaira, Kunihiko (1975),  Baily, Walter L., ed., Kunihiko Kodaira: collected works, ISBN 978-0-691-08164-9, III, Iwanami Shoten, Publishers, Tokyo; Princeton University Press, Princeton, N.J., MR 0366600
- Kodaira, Kunihiko (2005) [1981], Complex manifolds and deformation of complex structures, ISBN 978-3-540-22614-7, Classics in Mathematics, Berlin, New York: Springer-Verlag, MR 0815922, review by Andrew J. Sommese
- Kodaira, Kunihiko (2007), Complex analysis, ISBN 978-0-521-80937-5, Cambridge Studies in Advanced Mathematics, 107, Cambridge University Press, MR 2343868